# Vivid (Beatrice Antolini)
Vivid è il quarto album discografico di Beatrice Antolini, pubblicato il 14 maggio 2013.

## Il disco
Il disco, pubblicato a due anni e mezzo di distanza dal precedente BioY (novembre 2010), è scritto, arrangiato e prodotto da Beatrice Antolini presso il Ritmo&Blu studio di Brescia. A pubblicare il disco è la neonata etichetta discografica indipendente definita "ecosistema musicale" Qui Base Luna. La distribuzione è affidata a Self.
L'album è stato anticipato dal singolo Pinebrain, diffuso il 5 aprile 2013. Il secondo singolo è Transmutation, pubblicato in giugno.

## Tracce
1. Pinebrain
2. Open
3. Vertical Love
4. Transmutation
5. Test of All
6. Now
7. Vibration 7
8. Cobra
9. My Name Is an Invention
10. Happy Europa